# Comté de Ferry
Pour les articles homonymes, voir Ferry.
Le comté de Ferry (anglais: Ferry County) est un comté de l'État américain de Washington. Il est situé dans le nord-est de l'État, à la frontière canado-américaine. Son siège est Republic. Selon le recensement de 2010, sa population est de 7 551 habitants.

## Comtés adjacents
- Comté de Stevens (est)
- Comté de Lincoln (sud-ouest)
- Comté d'Okanogan (ouest)

## District régionaladjacent
- Kootenay Boundary, Colombie-Britannique